# Ataenius imparilis
Ataenius imparilis är en skalbaggsart som beskrevs av Blackburn 1904. Ataenius imparilis ingår i släktet Ataenius och familjen Aphodiidae. Inga underarter finns listade.